# Vũ Hồng Thanh
Vũ Hồng Thanh (sinh ngày 19 tháng 4 năm 1962) một chính khách người Việt Nam. Ông hiện là Phó chủ tịch Quốc hội Việt Nam kể từ ngày 18 tháng 2 năm 2025, ngoài ra ông còn là đại biểu quốc hội Việt Nam khóa XIV, XV nhiệm kì 2016-2026, thuộc đoàn Đại biểu Quốc hội tỉnh Quảng Ninh, Ủy viên Ủy ban thường vụ Quốc hội, Chủ nhiệm Ủy ban Kinh tế của Quốc hội, Chủ tịch Nhóm Nghị sĩ hữu nghị Việt Nam - Đức. Ông đã ứng cử và trúng cử đại biểu quốc hội lần đầu năm 2016 ở đơn vị bầu cử số 1, tỉnh Quảng Ninh, gồm có thành phố Hạ Long, thành phố Cẩm Phả và huyện Hoành Bồ với 298.296 phiếu, đạt tỷ lệ 84,38% số phiếu hợp lệ. Trong Đảng Cộng sản Việt Nam, ông giữ chức Ủy viên Ban Chấp hành Trung ương Đảng Cộng sản Việt Nam khóa XIII, Ủy viên Ban Thường vụ Đảng ủy Quốc hội.

## Xuất thân
Vũ Hồng Thanh sinh ngày 19 tháng 4 năm 1962 quê quán ở xã Minh Tân, huyện Nam Sách, tỉnh Hải Dương. Ông hiện cư trú ở Tổ 3, khu 8, phường Hồng Hải, thành phố Hạ Long, tỉnh Quảng Ninh.

## Giáo dục
- Giáo dục phổ thông: 10/10
- Kỹ sư cơ khí, Đại học kỹ thuật Budapest, Hungary
- Cao cấp lí luận chính trị

## Sự nghiệp
Ông gia nhập Đảng Cộng sản Việt Nam vào ngày 13/7/1998.
Vũ Hồng Thanh từng giữ các chức vụ Giảng viên Đại học Bách Khoa Hà Nội; Phó trưởng Ban kinh tế đối ngoại tỉnh Quảng Ninh; Giám đốc Sở Ngoại vụ tỉnh Quảng Ninh, Chánh văn phòng UBND tỉnh Quảng Ninh.
Vũ Hồng Thanh từng là Giám đốc Sở Kế hoạch và đầu tư Quảng Ninh.
Sau đó, ông là Bí thư Thành ủy Hạ Long, tỉnh Quảng Ninh.
Ông là Đại biểu Hội đồng nhân dân tỉnh Quảng Ninh nhiệm kỳ 2011-2016.
Chiều ngày 9 tháng 3 năm 2015, Vũ Hồng Thanh được trao quyết định của Ban Bí thư Trung ương Đảng Cộng sản Việt Nam chuẩn y giữ chức vụ Phó Bí thư Tỉnh ủy Quảng Ninh. Lúc này ông đang là Ủy viên Ban Thường vụ Tỉnh ủy, Bí thư Thành ủy Hạ Long.
Tại Đại hội Đại biểu Toàn quốc lần thứ XII của Đảng Cộng sản Việt Nam, ông được bầu làm Ủy viên Ban Chấp hành Trung ương Đảng.
Ngày 22 tháng 5 năm 2016, Vũ Hồng Thanh lần đầu ứng cử và đã trúng cử đại biểu quốc hội ở đơn vị bầu cử số 1, tỉnh Quảng Ninh, gồm có thành phố Hạ Long, thành phố Cẩm Phả và huyện Hoành Bồ với 298.296 phiếu, đạt tỷ lệ 84,38% số phiếu hợp lệ.
Ngày 22 tháng 7 năm 2016, Vũ Hồng Thanh được Quốc hội bầu giữ chức vụ Chủ nhiệm Ủy ban Kinh tế của Quốc hội khóa XIV với 376 phiếu đồng ý, bằng 76,11% tổng số đại biểu Quốc hội.
Từ tháng 7/2016 - 1/2021: Ủy viên Ban Chấp hành Trung ương Đảng khóa XII, Ủy viên Ủy ban Thường vụ Quốc hội, Chủ nhiệm Ủy ban Kinh tế của Quốc hội khóa XIV, Chủ tịch Nhóm Nghị sĩ hữu nghị Việt Nam-Đức
Từ tháng 1/2021 - 7/2021: Ủy viên Ban Chấp hành Trung ương Đảng khóa XIII, Ủy viên Ủy ban Thường vụ Quốc hội, Chủ nhiệm Ủy ban Kinh tế của Quốc hội khóa XIV, Chủ tịch Nhóm Nghị sĩ hữu nghị Việt Nam-Đức, Phụ trách Đoàn Đại biểu Quốc hội tỉnh Quảng Ninh khóa XIV; Đại biểu Quốc hội khóa XV (7/2021)
Từ tháng 7/2021: Ủy viên Ban Chấp hành Trung ương Đảng khóa XIII, Ủy viên Ủy ban Thường vụ Quốc hội, Chủ nhiệm Ủy ban Kinh tế của Quốc hội khóa XV.
Trước khi được bầu làm Chủ nhiệm UB Kinh tế Quốc hội khóa 14, Vũ Hồng Thanh là Phó Bí thư Tỉnh ủy Quảng Ninh, Ủy viên Trung ương Đảng, Ủy viên Đảng đoàn Quốc hội, Ủy viên Ủy ban Thường vụ Quốc hội khóa XIV.
Ông là Ủy viên Trung ương Đảng Cộng sản Việt Nam, Đại biểu Quốc hội chuyên trách Trung ương.
Ngày 18/2/2025, ông được bầu làm Phó Chủ tịch Quốc hội.